# Во власти греха
«Во власти греха» (1916) — русская салонная мелодрама. Продолжение и окончание фильма «Грех» Якова Протазанова. Премьера — 24 января 1917 года. Фильм не сохранился.

Нам прежде всего хотелось бы отметить большие успехи, которых добился молодой режиссёр. <…> «Бауэровщина» в нём явно и бесповоротно вытравлена. Мы усматриваем определённое влияние на г. Азагарова его старшего товарища по ателье — г. Протазанова. Но именно влияние, ни о какой подражательности не может быть и речи.
— Театральная газета. — 1917. — № 6. — С. 14.